# Clip (chirurgia)
La clip è una graffetta metallica usata in chirurgia per la chiusura di particolari strutture anatomiche. Le clip sono di varia grandezza e forma e vengono apposte con strumenti particolari. Essendo di materiali inerti come l'acciaio, il tantalio, il titanio sono ben tollerate dall'organismo.
Furono introdotte da Harvey Williams Cushing nel 1910 in neurochirurgia per l'emostasi dei vasi sanguigni cerebrali non raggiungibili diversamente. Il loro impiego si è successivamente allargato a tutta la chirurgia vascolare ove consente la chiusura di vasi di piccola e media grandezza in situazioni in cui non è possibile procedere diversamente o è richiesta una emostasi veloce. Hanno in genere la forma di una V o di una U e vengono applicate con pinze speciali che provvedono anche a stringerne le estremità assicurandone la chiusura. 
L'uso delle clip agevola e velocizza alcuni tempi della chirurgia mini invasiva laparoscopica ove le legature tradizionali (con fili annodati più volte) essendo più indaginose vengono riservate a situazioni particolari.